# Nekrolog 1234
Nekrolog
◄◄
| ◄
| 1230
| 1231
| 1232
| 1233
| 1234 | 1235 | 1236 | 1237 | 1238 | ► | ►►
Weitere Ereignisse | Allgemeiner Nekrolog 1234
Die Beschreibung der verstorbenen Person sollte so kurz wie möglich gehalten sein und nur deren signifikante Tätigkeit(en) enthalten.
Neue Namen ggf. auch unter dem Geburts- und Sterbedatum, also etwa unter 1. Januar und im Geburts- und Sterbejahr (2024) eintragen (nur bei entsprechender großer Wichtigkeit). Für Beispiele siehe die schon vorhandenen Artikel.
Außerdem über die fünf zuletzt Verstorbenen, zu denen es einen ausreichend guten Artikel für eine Präsentation auf der Hauptseite gibt, nach der todesbedingten Überarbeitung der Artikel ggf. auch unter Wikipedia Diskussion:Hauptseite informieren und sie am besten auch in den anderen Wikipedia-Sprachversionen eintragen. Tipp: Regelmäßig bei news.google.de nach „ist tot“, „gestorben“ oder „verstorben“ suchen.
Wenn eine Person gestorben ist, gibt es viele Seiten zu dieser Person in der Wikipedia, die davon auch betroffen sind und entsprechend aktualisiert werden müssen. Beispiele: Namenübersichtsseite, Geburtsjahr, Geburtsort-Seiten und viele mehr.
Wie finde ich die betroffenen Seiten?
Im Suchfeld auf der linken Seite gibt man den Suchbegriff so ein: „Vorname Nachname“. Dann klickt man auf Volltext und alle Seiten mit entsprechendem Suchtext werden aufgerufen. Hier sieht man dann schnell, wo auch das Todesjahr Sinn macht oder sogar ein Teil des Artikels angepasst werden muss. Auch hilft das „Werkzeug“ auf der linken Seite sehr gut, um solche Seiten aufzufinden: „Links auf diese Seite“. Somit ist die Wikipedia wieder aktuell in allen Bereichen! Hinweis: bei Eintragung der Kategorie „Gestorben JAHR“ wird der Missbrauchsfilter 49 ausgelöst, was jedoch nicht schlimm ist. Siehe: Spezial:Missbrauchsfilter/49
Dies ist eine Liste von im Jahr 1234 verstorbenen bekannten Persönlichkeiten. Die Einträge erfolgen innerhalb der einzelnen Daten alphabetisch sortiert. Tiere sind im Nekrolog für Tiere zu finden.

## Januar
| Tag        | Name                                  | Beruf, bekannt als     | Alter | Beleg |
| ---------- | ------------------------------------- | ---------------------- | ----- | ----- |
| 29. Januar | Ottaviano di Paoli de’ Conti di Segni | italienischer Kardinal |       |       |

## März
| Tag      | Name                     | Beruf, bekannt als                                             | Alter | Beleg |
| -------- | ------------------------ | -------------------------------------------------------------- | ----- | ----- |
| 3. März  | Robert III.              | Graf von Dreux und Braine                                      |       |       |
| 23. März | Guillaume II. des Barres | Herr von Oissery und La Ferté-Alais, Titulargraf von Rochefort |       |       |

## April
| Tag       | Name                                 | Beruf, bekannt als                                                   | Alter | Beleg |
| --------- | ------------------------------------ | -------------------------------------------------------------------- | ----- | ----- |
| 7. April  | Sancho VII.                          | König von Navarra (1194–1234)                                        |       |       |
| 16. April | Richard Marshal, 3. Earl of Pembroke | englischer Peer, Marschall von England                               |       |       |
| April     | Reinhard II. von Dampierre           | französischer Adliger und Kreuzfahrer, Herr von Dampierre-le-Château |       |       |

## Mai
| Tag     | Name                          | Beruf, bekannt als                                                  | Alter | Beleg |
| ------- | ----------------------------- | ------------------------------------------------------------------- | ----- | ----- |
| 7. Mai  | Kyrill von Konstantinopel     | Karmelit                                                            |       |       |
| 7. Mai  | Otto I.                       | Herzog von Meranien, Pfalzgraf von Burgund und Markgraf von Istrien |       |       |
| 27. Mai | Heinrich III. von Bruchhausen | Graf von Bruchhausen                                                |       |       |

## Juni
| Tag      | Name   | Beruf, bekannt als  | Alter | Beleg |
| -------- | ------ | ------------------- | ----- | ----- |
| 18. Juni | Chūkyō | 85. Tennō von Japan | 15    |       |

## Juli
| Tag      | Name                         | Beruf, bekannt als                                                 | Alter | Beleg |
| -------- | ---------------------------- | ------------------------------------------------------------------ | ----- | ----- |
| 13. Juli | Florens IV.                  | Graf von Holland und Seeland                                       | 24    |       |
| 19. Juli | Philippe Hurepel de Clermont | Sohn von Philipp II. von Frankreich und Agnes von Andechs-Meranien |       |       |

## August
| Tag        | Name        | Beruf, bekannt als   | Alter | Beleg |
| ---------- | ----------- | -------------------- | ----- | ----- |
| 7. August  | Hugh Foliot | Bischof von Hereford |       |       |
| 31. August | Go-Horikawa | 86. Tennō von Japan  | 22    |       |

## September
| Tag           | Name                         | Beruf, bekannt als   | Alter | Beleg |
| ------------- | ---------------------------- | -------------------- | ----- | ----- |
| 6. September  | Milon de Nanteuil            | Bischof von Beauvais |       |       |
| 12. September | Heinrich II. von Saarbrücken | Bischof von Worms    |       |       |

## Datum unbekannt
| Tag | Name                        | Beruf, bekannt als                                | Alter | Beleg |
| --- | --------------------------- | ------------------------------------------------- | ----- | ----- |
|     | Abu Hafs Umar as-Suhrawardi | kurdischer oder persischer Sufi aus Choresmien    |       |       |
|     | Alan, Lord of Galloway      | schottischer Magnat                               |       |       |
|     | Heinrich von Karpfen        | Abt der Reichenau (1206–1234)                     |       |       |
|     | Brian de Lisle              | anglonormannischer Ritter und Forstrichter        |       |       |
|     | Gottfried von Vaihingen     | Gründer von Vaihingen an der Enz                  |       |       |
|     | Hugh de Neville             | englischer Adliger und oberster Forstrichter      |       |       |
|     | Knut II.                    | König von Schweden (1229–1234)                    |       |       |
|     | Otto de la Roche            | Herzog von Athen                                  |       |       |
|     | Rhys Gryg                   | Fürst von Deheubarth in Südwales                  |       |       |
|     | Robert I.                   | Graf von Clermont, Dauphin von Auvergne, Trobador |       |       |